# Aphanicercella quadrata
Aphanicercella quadrata är en bäcksländeart som beskrevs av Barnard 1934. Aphanicercella quadrata ingår i släktet Aphanicercella och familjen Notonemouridae. Inga underarter finns listade i Catalogue of Life.